# Именованные числа
Имено́ванные чи́сла — действительные числа (на практике всегда заданные с конечной точностью), являющиеся значением какой-нибудь физической величины, и сопровождающиеся названием единицы измерения, например 2 кг; 3,4 м, 220 В, 1,75 А, 
45°30′00′′.
Противопоставляются отвлечённым числам, то есть тем, которые не имеют единицы измерения.
По количеству входящих в числа различных единиц именованные числа делят на простые и составные.
- Простое именованное число — число, в которое входит единица только одного наименования, например, 3 кг.
- Составное именованное число — число, в которое входят единицы различных наименований, например, 3 кг 300 г[1].

Именованные числа называют равными, если равны значения физической величины, выражаемые ими. Например, число 3 кг 325 г равно числу 3,325 кг.

## Метрологический эквивалент
В метрологии понятию «именованное число» соответствует понятие «значение физической величины (размерной)», отвлечённые числа используются в качестве числовых значений размерных величин либо значений безразмерных величин.

## История понятия
Считается, что понятие именованного числа было введено в XVI веке (Smith, D.E. (1925). History of Mathematics. Vol. II. Dover. pp. 11–12.). Древним грекам соответствующее понятие якобы не было известно, но вероятно некоторые близкие идеи у греков уже были, если не применительно к числам (рациональным), то применительно к длинам, площадям и объёмам, которые трактовались геометрически, на это указывает то, что греки "эпохи высокой классики, ... считали бессмысленным произведение более чем трех чисел, поскольку ему нельзя было придать геометрический смысл" (Морис Клайн. "Математика. Утрата определённости". М.: Мир, 1984).
В русском языке термин "именованное число" вероятно появился в XVIII веке. Во всяком случае "Руководство к арифметике для употребления в народных училищах Российской империи" 1783 года издания уже содержит главу "О именованных числах".
Соответствующий термин в современном французском языке - nombre concret (Французско русский математический словарь), ранее также использовался другой термин: книга Луи Бурдона "Elémens d'arithmétique" (1-е издание 1821 года, в интернете доступно 2-е издание 1826 года) использует для именованного числа термин nombre complexe, который в современном французском языке используется для комплексного числа.
В английском языке в настоящее время используется термин concrete number, в прошлом использовался также  термин compound number, во всяком случае именно этот термин использовался в английском переводе книги Бурдона "Bourdon's arithmetic" (Philadelphia, 1858). В английской Википедии термин "compound number" отсутствует.
В науке и инженерном деле теория именованных чисел полностью вытеснена более современной теорией размерности физических величин. В настоящее время теория именованных чисел не применяется нигде за исключением школьного образования.